# Hille församling
Hille församling är en församling i Gästrikekustens pastorat i Gästriklands kontrakt i Uppsala stift. Församlingen ligger i Gävle kommun i Gävleborgs län.

## Administrativ historik
Församlingen har medeltida ursprung. 
Församlingen var till 1602 annexförsamling i pastoratet Valbo och Hille, för att därefter till 2018 utgöra ett eget pastorat. Från 2018 ingår församlingen i ett pastorat med Hamrånge församling.

## Kyrkor
- Hille kyrka